# Stema familiei Rusu
Stema Familiei Rusu
Originea Familiei Rusu

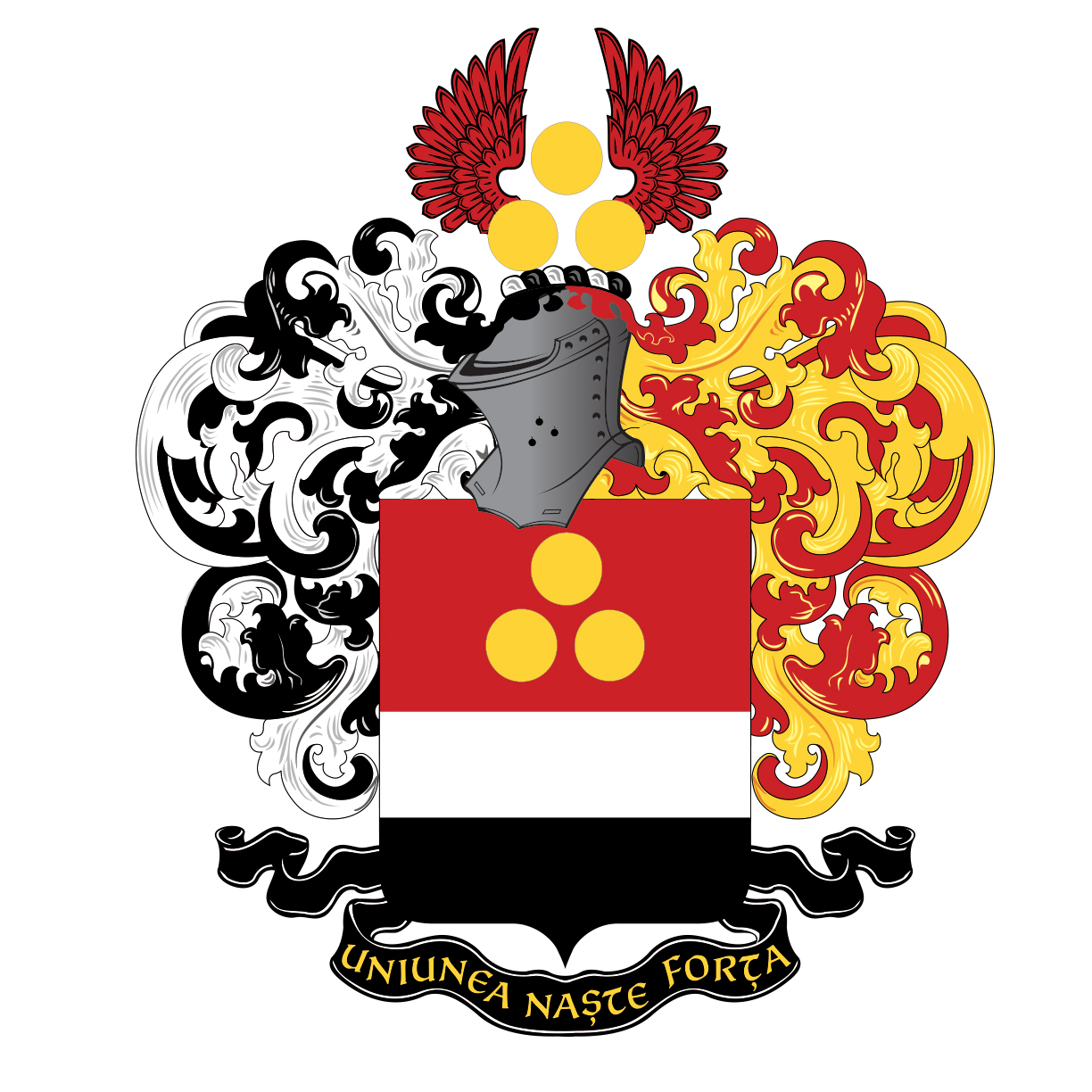
Stema familiei Rusu Blazonare Scut tăiat; în partițiunea de sus, în câmp roșu, trei bezanți de aur, 1 și 2; partițiunea de jos tăiată, de argint și negru. Coif închis, de argint. Lambrechini negri, căptușiți cu argint, la dextra, și roșii, căptușiți cu aur, la senestra. Burlet: argint și negru. Cimier: un zbor de acvilă, roșu, flancând cu aripile trei bezanți de aur, 1 și 2. Deviză, pe o eșarfă neagră, cu litere capitale de aur: „UNIUNEA NAȘTE FORȚA”

Numele de familie „Rusu” este atestat pentru prima dată în documente istorice din perioada post-1775, în contextul românesc. Conform cercetărilor istorice realizate de Academia de Științe a Moldovei și Institutul de Filologie, „Rusu” a fost utilizat inițial pentru a indica apartenența etnică, proces care reflectă evoluția utilizării numelor de familie în societatea românească, într-o perioadă de tranziție către individualizarea identitară.
Descrierea Stemei
Stema oficială a familiei Rusu a fost înregistrată în Armorialul General, conform standardelor heraldice. Aceasta a fost avizată de Comisia Națională de Heraldică din cadrul Președinției Republicii Moldova și publicată în Monitorul Oficial al Republicii Moldova, prin Decizia Nr. 123 din 10 noiembrie 2022. Elementele componente ale stemei sunt următoarele:
- Scutul: Tăiat, cu partea superioară în câmp roșu, unde se află trei bezanți de aur dispuși 1 și 2, iar partea inferioară este tăiată în argint și negru.
- Coiful: Închis, de argint.
- Lambrechini: Negri, căptușiți cu argint pe partea dreaptă, respectiv roșii, căptușiți cu aur pe partea stângă.
- Burletul: Argint și negru.
- Cimierul: Un zbor de acvilă roșie, cu aripile flancând trei bezanți de aur dispuși 1 și 2.
- Deviza: Pe o eșarfă neagră, cu litere capitale de aur: „UNIUNEA NAȘTE FORȚA”.

Semnificația și Importanța Heraldică
Blazonul familiei Rusu este un simbol al identității heraldice și tradițiilor spirituale, având un rol important în promovarea și păstrarea elementelor identitare în cadrul comunității românești. Înregistrarea stemei și a elementelor sale în Armorialul General reflectă un proces de conservare a patrimoniului cultural și heraldic, oficial.
Bibliografie
1.Monitorul Oficial al Republicii Moldova, nr. 123-VI.01, 10 noiembrie 2022.
2.Armorialul General de pe lângă Președintele Republicii Moldova.
3.Academia de Științe a Moldovei, Institutul de Filologie, Maria Cosniceanu, Originea numelui Rusu.